# Panathīnaïkos Athlītikos Omilos 2015-2016 (pallacanestro maschile)
Questa voce raccoglie le informazioni riguardanti il Panathīnaïkos B.C. nelle competizioni ufficiali della stagione 2015-2016.

## Stagione
La stagione 2015-2016 del Panathīnaïkos è la 65ª nel massimo campionato greco di pallacanestro, l'A1 Ethniki.

## Roster
Aggiornato al 3 ottobre 2021.
| Panathīnaïkos 2015-16 | Panathīnaïkos 2015-16 |
| Giocatori             | Staff tecnico         |
| --------------------- | --------------------- |

| N. | Naz.                                                | Ruolo | Nome                     | Anno | Alt.   | Peso   |  |
| -- | --------------------------------------------------- | ----- | ------------------------ | ---- | ------ | ------ |  |
| 0  | Stati Uniti (bandiera) · Georgia (bandiera)         | P     | Marquez Haynes           | 1986 | 188 cm | 84 kg  |  |
| 3  | Serbia (bandiera)                                   | AG    | Aleksandar Pavlović      | 1983 | 201 cm | 108 kg |  |
| 5  | Grecia (bandiera)                                   | AG    | Vasilīs Charalampopoulos | 1997 | 202 cm | 104 kg |  |
| 7  | Grecia (bandiera)                                   | P     | Leuterīs Mpochōridīs     | 1994 | 196 cm | 91 kg  |  |
| 8  | Serbia (bandiera) · Grecia (bandiera)               | AP    | Vladimir Janković        | 1990 | 202 cm | 99 kg  |  |
| 9  | Grecia (bandiera)                                   | AG    | Antōnīs Fōtsīs           | 1981 | 209 cm | 113 kg |  |
| 10 | Serbia (bandiera)                                   | C     | Miroslav Raduljica       | 1988 | 213 cm | 116 kg |  |
| 11 | Grecia (bandiera)                                   | G     | Nikos Pappas             | 1990 | 196 cm | 98 kg  |  |
| 12 | Stati Uniti (bandiera) · Rep. Dominicana (bandiera) | G     | James Feldeine           | 1988 | 193 cm | 91 kg  |  |
| 13 | Grecia (bandiera)                                   | P     | Dīmītrīs Diamantidīs (C) | 1980 | 197 cm | 100 kg |  |
| 14 | Stati Uniti (bandiera)                              | AG    | James Gist               | 1986 | 204 cm | 105 kg |  |
| 15 | Stati Uniti (bandiera) · Grecia (bandiera)          | P     | Nick Calathes            | 1989 | 196 cm | 97 kg  |  |
| 16 | Grecia (bandiera)                                   | G     | Giōrgos Kalaitzakīs      | 1999 | 195 cm | 73 kg  |  |
| 19 | Grecia (bandiera)                                   | C     | Giōrgos Papagiannīs      | 1997 | 220 cm | 117 kg |  |
| 20 | Grecia (bandiera)                                   | P     | Michalīs Lountzīs        | 1998 | 195 cm | 86 kg  |  |
| 21 | Serbia (bandiera)                                   | C     | Ognjen Kuzmić            | 1990 | 213 cm | 116 kg |  |
| 22 | Stati Uniti (bandiera)                              | G     | Elliot Williams          | 1989 | 196 cm | 82 kg  |  |
| 23 | Grecia (bandiera)                                   | P     | Kōstas Papadakīs         | 1998 | 191 cm | 78 kg  |  |
| 32 | Stati Uniti (bandiera)                              | AG    | Vince Hunter             | 1994 | 203 cm | 98 kg  |  |
| -  | Grecia (bandiera)                                   | P     | Antōnīs Koniarīs         | 1997 | 193 cm | 85 kg  |  |

| Allenatore |
| - Aleksandar Đorđević (fino al 20 aprile) - Argyrīs Pedoulakīs (dal 20 aprile)                                                                                    |
| Assistente/i |
| - Sani Bečirovič (fino al 20 aprile) - Goran Bjedov (fino al 20 aprile) - Giōrgos Vovoras (da maggio) Legenda - (C) Capitano - (IN) Inattivo - Infortunato Roster |

## Mercato

### Sessione estiva
| Acquisti | Acquisti            | Acquisti          | Acquisti   | Acquisti |
| R.       | Nome                | da                | Modalità   |          |
| -------- | ------------------- | ----------------- | ---------- | -------- |
| C        | Miroslav Raduljica  | Free agent        | definitivo |          |
| G        | James Feldeine      | Vaq. de Bayamón   | definitivo |          |
| AG       | Aleksandar Pavlović | Partizan          | definitivo |          |
| P        | Nick Calathes       | Memphis Grizzlies | definitivo |          |
| C        | Ognjen Kuzmić       | G.S. Warriors     | definitivo |          |

| Cessioni | Cessioni              | Cessioni          | Cessioni       | Cessioni |
| R.       | Nome                  | a                 | Modalità       |          |
| -------- | --------------------- | ----------------- | -------------- | -------- |
| C        | Esteban Batista       | Beikong F.D.      | fine contratto |          |
| P        | D.J. Cooper           | Krasnyj Oktjabr'  | fine contratto |          |
| C        | Loukas Maurokefalidīs | AEK Atene         | fine contratto |          |
| G        | A.J. Slaughter        | Bandırma Banvit   | rescissione    |          |
| AG       | Raymar Morgan         | Ulma              | fine contratto |          |
| G        | DeMarcus Nelson       | Monaco            | fine contratto |          |
| C        | Giōrgos Diamantakos   | Darüşşafaka       | fine contratto |          |
| P        | Jānis Blūms           | Scandone Avellino | fine contratto |          |

### Dopo l'inizio della stagione
| Acquisti | Acquisti        | Acquisti       | Acquisti         | Acquisti               |
| R.       | Nome            | da             | Data             | Modalità               |
| -------- | --------------- | -------------- | ---------------- | ---------------------- |
| P        | Marquez Haynes  | Dinamo Sassari | 29 gennaio 2016  | definitivo (100.000 €) |
| G        | Elliot Williams | S.C. Warriors  | 9 febbraio 2016  | definitivo             |
| AG       | Vince Hunter    | Reno Bighorns  | 19 febbraio 2016 | definitivo             |

| Cessioni | Cessioni            | Cessioni   | Cessioni       | Cessioni    |
| R.       | Nome                | a          | Data           | Modalità    |
| -------- | ------------------- | ---------- | -------------- | ----------- |
| AG       | Aleksandar Pavlović | Free agent | 21 aprile 2016 | rescissione |
| C        | Ognjen Kuzmić       | Free agent | 21 aprile 2016 | rescissione |